# Eaiea
L'Eaiea è una lingua artificiale filosofica ideata da Bruce Koestner nel 1990.

## Caratteristiche
È basata sulle 12 note occidentali della scala cromatica musicale, e può essere fischiata o suonata attraverso uno strumento musicale così come può essere parlata simultaneamente con una lingua filoligica da un cantante. Il lessico dell'Eaiea elenca le dodici note/sillabe da cui è composto usando le lettere minuscole dalla "a" (corrispondente al La, A secondo la notazione letterale) alla "l" (corrispondente al Sol♯ o La♭). Come nel Ro, le parole sono divise in categorie di significato, basate sulla loro prima sillaba, o nota. Le parole che iniziano con la nota musicale A (La) possiedono significati correlati agli inizi; quelle che cominciano con la nota A♯/B♭ (La♯/Si♭) hanno invece un significato collegato alle persone, e così via.
| Lettera Eaiea | Nota         | Categoria      |
| ------------- | ------------ | -------------- |
| a             | A (La)       | Inizio         |
| b             | A♯/Bb (Sib)  | Persone        |
| c             | B (Si)       | Esseri viventi |
| d             | C (Do)       | Elementi       |
| e             | C♯/D♭ (Re♭)  | Attrezzi       |
| f             | D (Re)       | Numeri         |
| g             | D♯/E♭ (Mi♭)  | Sensazioni     |
| h             | E (Mi)       | Vista          |
| i             | F (Fa)       | Udito, suoni   |
| j             | F♯/G♭ (Sol♭) | Odori          |
| k             | G (Sol)      | Sapori         |
| l             | G#/A♭ (La♭)  | Fine           |
Qualche parola d'esempio:
- aea (A C♯ A) = "sì"
- aead (A C♯ A C) = "vero"
- dgafga (C D♯ A D D♯ A) = "liscio"
- eaefel (C♯ A C♯ D C♯ G♯) = "opzione"
- edeafafgeg = "cacciavite"
- fdfefk = "sabato"

In confronto al più noto tra i precedenti progetti di lingua musicale, ovvero il Solresol, che fu una delle prime lingue inventate della storia, l'Eaiea possiede un numero maggiore  di sillabe, in quanto è costituita da 12 note musicali anziché soltanto 7. 